# Pianopoli
Pianopoli (Chjianòpuli in calabrese) è un comune italiano di 2 582 abitanti della provincia di Catanzaro in Calabria.

## Geografia fisica
Il comune di Pianopoli è ubicato a 250 m s.l.m. nell'hinterland Lametino. Il paese è collocato nel punto più stretto d'Italia, nell'Istmo di Marcellinara. Da Pianopoli si gode, specialmente in inverno, del tramonto del sole nel mare, nel Golfo di Sant'Eufemia, con un'ottima visuale sulle Isole Eolie ed in particolar modo l'Isola di Stromboli. In certe occasioni si riesce a scorgere sopra il Monte Poro la cima dell'Etna.

## Storia

### Simboli
Lo stemma e il gonfalone sono stati concessi con D.P.R. del 13 dicembre 1983.
Il gonfalone è un drappo partito di giallo e di rosso.

## Monumenti e luoghi d'interesse

### Architetture religiose
- Parrocchia di San Tommaso d'Aquino: è l'unica parrocchia presente nel paese. L'interno è addobbato da opere pittoriche che si concentrano per lo più sulla Madonna. Sull'altare maggiore si trova una tela di San Tommaso con una cornice in oro.
- Chiesa dell'Addolorata: è la chiesa della co-patrona di Pianopoli, la Madonna Addolorata. Custodisce pregiati stucchi e opere pittoriche, tra cui una tela raffigurante la Vergine sull'altare maggiore e una statua lignea dell'Addolorata portata in processione la quarta domenica di settembre.
- Chiesa di Santa Croce: è situata su una piccola altura del paese.
- Chiesa di Sant'Agostino, nella frazione Palazzo
- Chiesa di San Giuseppe, nella frazione Rizzuto.

## Società

### Evoluzione demografica
Abitanti censiti

## Geografia antropica

### Frazioni e località
Vianova, Rizzuto, Palazzo, Martinico, Spranico.

## Amministrazione
| Periodo        | Periodo        | Primo cittadino | Partito                                                 | Carica  | Note  |
| -------------- | -------------- | --------------- | ------------------------------------------------------- | ------- | ----- |
| 1980           | 1995           | Rodolfo Cuda    | sinistra                                                | sindaco | [ 6 ] |
| 23 aprile 1995 | 13 giugno 1999 | Rodolfo Cuda    | Partito Democratico della Sinistra                      | sindaco |       |
| 13 giugno 1999 | 13 giugno 2004 | Rodolfo Cuda    | Democratici di Sinistra-lista civica di centro-sinistra | sindaco |       |
| 13 giugno 2004 | 7 giugno 2009  | Gianluca Cuda   | Democratici di Sinistra-Partito Democratico             | sindaco |       |
| 7 giugno 2009  | 25 maggio 2014 | Gianluca Cuda   | Partito Democratico                                     | sindaco |       |
| 25 maggio 2014 | 26 maggio 2019 | Gianluca Cuda   | Partito Democratico-lista civica "Ramoscello d'Ulivo"   | sindaco |       |
| 26 maggio 2019 | 10 giugno 2024 | Valentina Cuda  | Partito Democratico-lista civica "Ramoscello d'Ulivo"   | sindaco |       |
| 10 giugno 2024 | in carica      | Valentina Cuda  | lista civica "Ramoscello d'Ulivo"                       | sindaco |       |

## Sport

### Calcio
L'unica squadra del paese è l'Asd Pianopoli, storicamente presente nel territorio dal 1965 che nel 2023-2024 ha esordito nel campionato di Prima Categoria. Nello stesso hanno ha avviato una fusione con la società locale Football 300 dando vita al Football 300 Pianopoli, ripartendo dalla Terza Categoria. Nella stagione 2025-2026 milita in Seconda Categoria.